# Pismenost
Písmenost je sposobnost branja in pisanja ter, po terminologiji Unesca, zmožnost razumevanja vsakdanjih sporočil. Stopnja pismenosti države ali regije je glavno merilo pri določanju vrednosti človeškega kapitala, saj je pismene ljudi ceneje izučiti kot nepismene; višja pismenost pa pomeni tudi več priložnosti za zaposlitev. 

## Razvoj pismenosti
Z uvedbo obveznega šolstva v 18. stoletju je pismenost začela izgubljati status spretnosti priviligirane manjšine in je tako postala nuja za vsakega posameznika. Danes družba, ki velja za nepismeno ali polpismeno velja za nerazvito. Pismenost določa prag civiliziranosti in je že skorajda samoumevno, da razviti svet pri vprašanju o odstotku pismenosti zapisuje številke, ki so blizu 100.
Razumevanje pismenosti se spreminja. Nekaj desetletij nazaj je pisati pomenilo pisati z roko s svinčnikom, nalivnikom in nato s kemičnim svinčnikom; strojepisci, publicisti in znanstveni pisci pa so uporabljali tipkovnice na pisalnih strojih. Dandanes je uporaba svinčnika za pisanje redka; na roke pišejo pravzaprav le še šolajoča se mladina, pisci grafitov, kaligrafski pisci in sleherniki v pismih za posebne priložnosti (smrt, poroka, rojstvo otroka) in seveda takrat, ko nas tehnologija pusti na cedilu. Vsakdanja pisna sporočila danes tipkamo, največkrat v mobilne telefone kratka sporočila (SMS) in  v računalnik. Med pisne spretnosti je mogoče šteti tudi komunikacijo z avtomatskimi napravami, ki jih upravljamo s tipkami preko zaslonskih menijev (nastavitev in izbira TV-programa, naročanje kave, kupovanje vozne karte, izposoja kolesa, dvigovanje denarja, plačevanje parkirnine, plačevanje nakupa v trgovini z avtomatsko blagajno itd.), in podobne opravke od doma preko računalnika. Zagotovo se bo pojem pismenosti v prihodnje še zelo spreminjal in prav mogoče je, da nekega dne pismenosti ne bomo več povezovali z ročnimi spretnostmi, kot so pisanje, tipkanje in menijsko izbiranje.
8. september je od leta 1966 mednarodni dan pismenosti, ki opozarja na to, da je kljub današnjemu razvoju stopnja pismenosti v mnogih državah sveta še vedno izrazito nizka. Največ nepismenih je v Saharski Afriki ter južni in zahodni Aziji.

## Vrste pismenosti
Kriteriji pismenosti variirajo od družbe do družbe, poudarjena je zlasti recepcijska sposobnost, tj. branje in razumevanje, manj pa sposobnost tvorjenja informacij. Pogosto se poleg veščine branja in pisanja upoštevajo tudi druge spretnosti, kot sta uporaba računalnika ali sposobnost računanja (matematična pismenost), saj mnogi ljudje ne znajo brati črk, znajo pa brati številke in se kljub temu, da ne znajo brati, lahko v omejenem obsegu naučijo uporabljati računalnik. Vedno več informacij je namreč slikovne, zvočne in filmske narave.
Nove oblike pismenosti, ki jih je omogočil napredek tehnologije, so medijsko pismenost (kompetence, ki omogočajo ljudem ustvarjanje, ocenjevanje in analiziranje sporočil v medijih), računalniška pismenost (sposobnost uporabe računalnikov in računalniške tehnologije), informacijska pismenost, elektronska pismenost (spretnost komunikativnega izkoriščanja celotnega potenciala elektronskih medijev), glasbeno (sposobnost branja not ali celo komponiranja), kartografska pismenost (sposobnost orientiranja po zemljevidu, vpisovanje geografskih podatkov v javno dostopne zemljevide na spletu, kot sta npr. Google Earth ali Geopedija), ekološka pismenost, kulturna pismenost, državljanska pismenost idr. Izraz nova pismenost zajema take spretnosti, kot so sestavljanje SMS-ov in komunikacija po e-pošti, pisanje bloga, postavitev in vzdrževanje spletnih strani, komentiranje spletnih objav, sodelovanje v socialnih omrežjih (Facebook, YouTube ipd.), snemanje, postavitev in objavo slik, videa in glasbe, pisanje in objavljanje leposlovja, npr. fanovskega pisanja.
Uradne definicije pismenosti zajamejo večino populacije v razvitih družbah in imajo zato slabo informativno vrednost. Za primerjavo kulturne razvitosti skupnosti so uporabnejši podatki o tistem manjšinskem deležu populacije, ki kreativno sodeluje v tradicionalnih in novih oblikah javne in poljavne pisne komunikacije (avtorji časopisnih, knjižnih in spletnih objav, blogerji, tviterji, wikipedisti, forumski in časopisni komentatorji). Za Slovence so grobe številke 16.500 avtorjev, 76.000 prijavljenih wikipedistov, od tega mesečno aktivnih 600, približno 50.000 blogerjev, torej vsega skupaj ne več kot nekaj odstotkov populacije. Táko ožje razumevanje novodobne pismenosti je bližje etimologiji slovenske besede pismenost, ki namesto na kvalificirano udeležbo v govornem sporazumevanju kaže na pripadnost pisni kulturi (izobražene oz. kulturno kreativne) manjšine. Pri novi pismenosti gre običajno za objave iz lastnega interesa, zato npr. diplomskih nalog, ki so nastale v okviru študijskih obveznosti in so imele do nedavnega status internih dokumentov, nismo vedno pripravljeni šteti sem. Informacijska tehnologija in princip sodelovalne kulture (ang. participatory culture) vzbujata upe v postopno povečanje deleža kulturno ustvarjalnih, aktivnih in odgovornih ljudi v skupnosti. 

## Nepismenost v Sloveniji
Stopnja nepismenosti na Slovenskem je v 18. stoletju znašala približno 97 odstotkov. S splošno šolsko naredbo iz leta 1774, ko je šolanje postalo obvezno, pa je pismenost začela izgubljati status spretnosti priviligerane  manjšine. Tako je leta 1870 v šolo hodil že vsak sedmi otrok – stopnja nepismenosti je znašala 60 %. Leta 1887 se je šolal že vsak tretji otrok, stopnja nepismenosti pa se je iz leta v leto manjšala. Leta 1880 je znašala 39 %, ob koncu 19. stoletja 25 %. V začetku 20. stoletja je stopnja padla že na 15 %, kar je bilo približno 270.000 prebivalstva. Zadnji popis prebivalstva, ki je spraševal o pismenosti oziroma nepismenosti je bil leta 1991. Tedaj je bilo ugotovljeno, da je bilo takrat med ljudmi, starimi 10 let ali več, nepismenih približno 0,44 odstotka, kar je 7559 ljudi; ženskega nepismenega prebivalstva je bilo za 0,1 % več od moškega. Vprašanje o pismenosti je bilo postavljeno samo osebam, ki so dokončale manj kot 3 razrede osnovne šole. Popisovalec je odgovor vpisal na osnovi izjave popisane osebe, pri tem pa je veljalo, da je pismen tisti, ki zna brati in napisati sestavek iz vsakdanjega življenja oz. tisti, ki zna prebrati in napisati pismo.
Ob popisu prebivalstva iz leta 2002 v Sloveniji o nepismenosti niso več spraševali, ker ta pojav za Slovenijo ni več statistično značilen, poleg tega pa je osnovnošolsko izobraževanje že več desetletij obvezno, a vendar je mednarodna raziskava pismenosti odraslih iz leta 1998, ki so jo izvedli pod okriljem Andragoškega centra Slovenije, razkrila, da je 77 odstotkov odraslih v Sloveniji s svojimi pismenimi spretnostmi pod mednarodnim povprečjem.
Evropsko povprečje nepismenosti je bilo že od nekdaj ugodnejše. Leta 1770 je bila stopnja nepismenega prebivalstva 85 odstotkov. Tri desetletja pozneje (1800) je bilo nepismenega prebivalstva za 60 %, leta 1870 25 % in na začetku 20. stoletja za 10 %, kar je približno 5 % manj kot na Slovenskem.